# Mycoplasma edwardii
Mycoplasma edwardii è una specie di batterio appartenente alla famiglia delle Mycoplasmataceae.